# تششمه جادر (مقاطعة غيلانغرب)
تششمه‌جادر (بالفارسية: چشمه‌جادر) هي قرية تقع في كرمانشاه في إيران. يقدر عدد سكانها بـ 179 نسمة بحسب إحصاء 2016.